# Aregonda

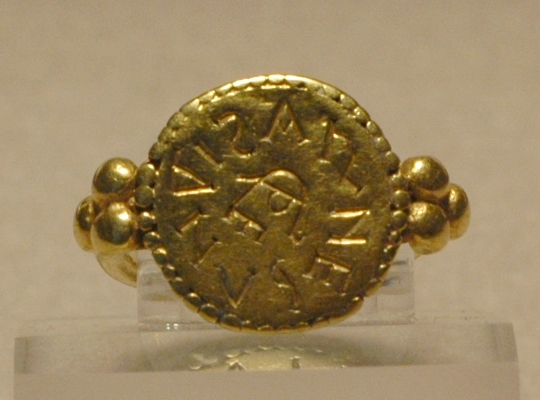
REGINE ARNEGUNDIS, Zegelring van Aregonda
Louvre

Aregonda (ca. 520 - 572 à 583.) was de vierde echtgenote van koning Chlotarius I van de Franken. Ze was de moeder van Chilperik I. Haar zus Ingund was de eerste echtgenote van Chlotarius I.
Haar intacte graf is in 1959 gevonden in de Kathedraal van Saint-Denis. Uit onderzoek van het lichaam is gebleken dat ze ongeveer 65 jaar oud is geworden. Ze droeg een linnen hemd, een paarse zijden tunica met rode, met rozetten geborduurde, satijnen mouwen, een met goudborduursel versierde roodbruine zijden mantel, linnen kousen met lederen riempjes, schoenen met verguld zilveren gespen en een sluier.
Op grond van de stijl van de kleding en de versieringen wordt het graf door sommigen wat later gedateerd, wat zou betekenen dat het niet van Aregonda zou zijn. Sterk voor haar identiteit spreekt echter een zegelring die aan haar linkerhand is gevonden, waar haar naam in was gegraveerd.

## Galerij

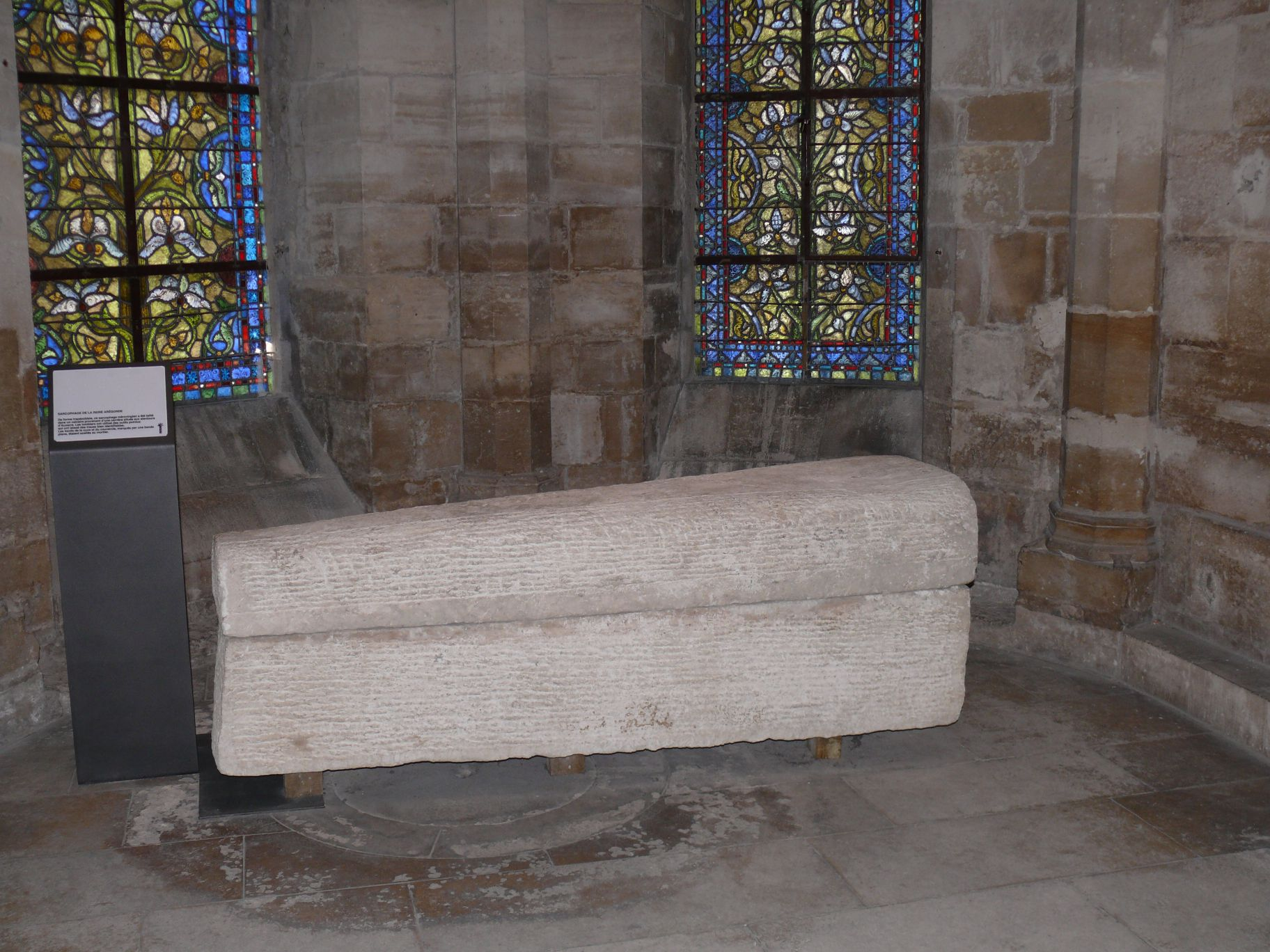
Sarcofaag van koningin Aregonda in de kathedraal van Saint-Denis
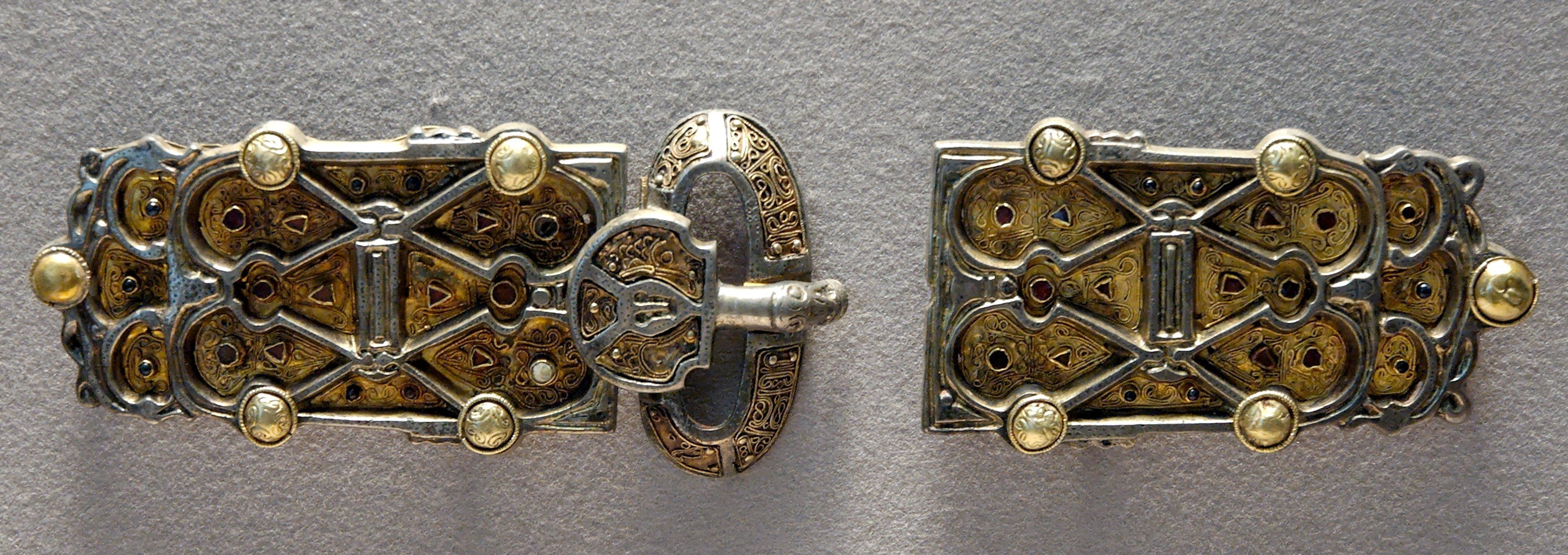
Delen van de gordel van Aregonda Louvre
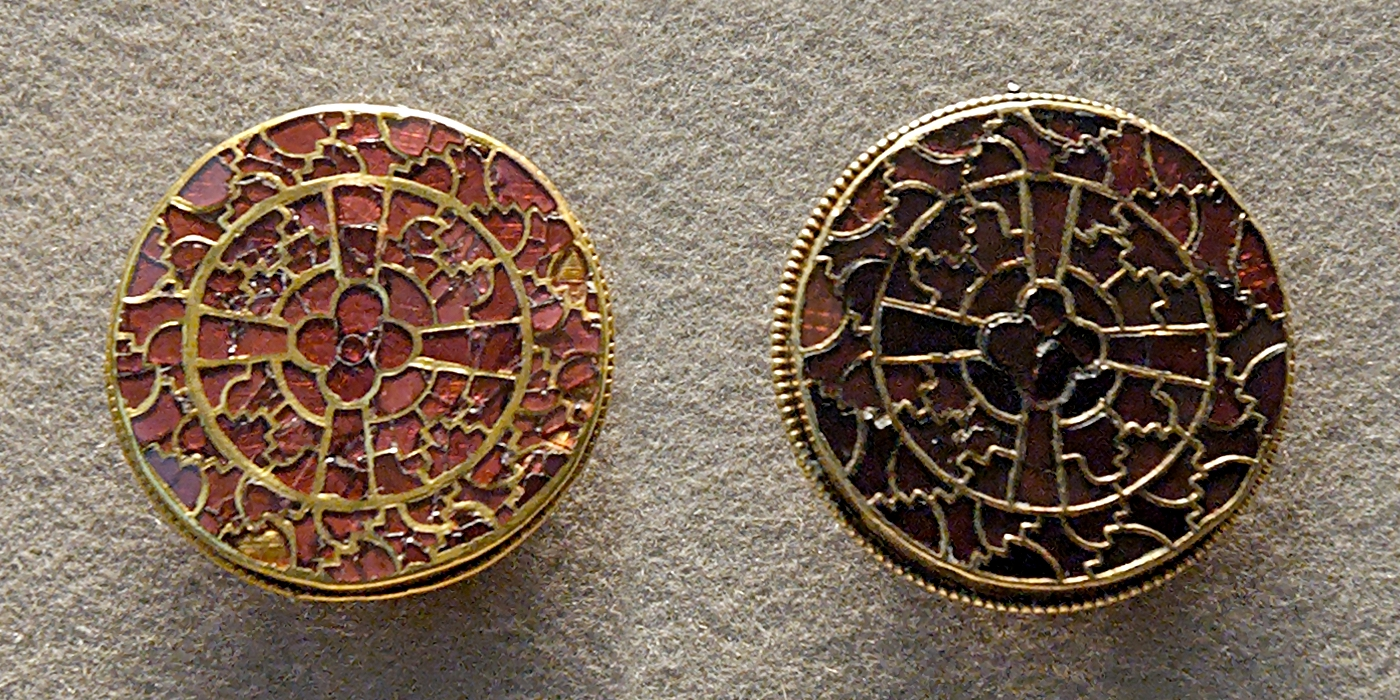
Mantelspelden van Aregonda Louvre